# Шпильков, Григорий Андреевич
 Григорий Андреевич Шпильков  (25 декабря 1922 — 30 июля 1990) — лётчик-штурмовик 74-го гвардейского штурмового авиационного полка (1-я гвардейская штурмовая авиационная дивизия, 1-я воздушная армия, 3-й Белорусский фронт). Герой Советского Союза.

## Биография
Родился 25 декабря 1922 года в деревне Бирюковка в крестьянской семье. В 1937 году окончил 7 классов. Работал механиком на Большесолдатской МТС.

#### Великая Отечественная война
В мае 1941 года был направлен Большесолдатским РВК Курской области в школу пилотов (город Орёл), которую окончил в июне 1942 года. В июне-октябре 1942 года учился в Чебоксарской военной авиационной школе пилотов. С октября 1942 по апрель 1943 служил в 46-м запасном авиаполку (город Алатырь). Боевой путь лётчика-штурмовика начал в апреле 1943 года в 77-м гвардейском авиационном полку, с апреля 1944 года — лётчик 74-го гвардейского штурмового авиационного полка.
За время Великой Отечественной войны гвардии младшим лейтенантом Шпильковым произведено 317 боевых вылетов, в том числе 215 — на самолёте ПО-2, 102 — на Ил-2. На личном боевом счету Шпилькова уничтоженных и повреждённых: 12 танков, 91 автомашина, 11 батарей полевой и зенитной артиллерии, 1 паровоз, 30 вагонов, 16 точек малокалиберной зенитной артиллерии, 5 складов боеприпасов и горючего, 45 повозок, 2 самоходных орудия, 1 прожектор, 1 бензозаправщик, 3 бронетранспортёра; создано 49 очагов пожара и взрывов в местах скопления войск противника. Участвовал в освобождении Донбасса, низовьев Днепра, Крыма, Белоруссии, Литвы, в разгроме Восточно-Прусской группировки войск противника.
За активное участие в боях по овладению крепостью и городом Кёнигсберг и за изгнание немцев с Земландского полуострова в апреле 1945 года награждён орденом Красного Знамени.
Указом Президиума Верховного Совета СССР от 29 июня 1945 года за образцовое выполнение боевых заданий Командования на фронте борьбы с немецкими захватчиками и проявленные при этом отвагу и геройство гвардии младшему лейтенанту Шпилькову Григорию Андреевичу присвоено звание Героя Советского Союза с вручением ордена Ленина и медали «Золотая Звезда».

#### Послевоенное время
В 1946 году старший лейтенант Шпильков был уволен в запас. До 1966 года работал в гражданской авиации, затем в ДОСААФ. Жил в Курске.

## Награды
- Медаль «Золотая Звезда» (29.06.1945)[3];
- орден Ленина (29.06.1945);
- два ордена Красного Знамени (9.07.1944[5]; 29.04.1945[4]);
- два ордена Отечественной войны I степени (02.04.1945[6]; 11.03.1985[7]);
- орден Отечественной войны II степени (07.10.1943)[8];
- орден Славы III степени (02.11.1944)[9];
- медали.

## Память
На доме 13 по ул. Серёгина г. Курска, где жил Шпильков, установлена памятная доска.